# Villaggio Sereno
Villaggio Sereno è un quartiere di Brescia.

## Geografia fisica

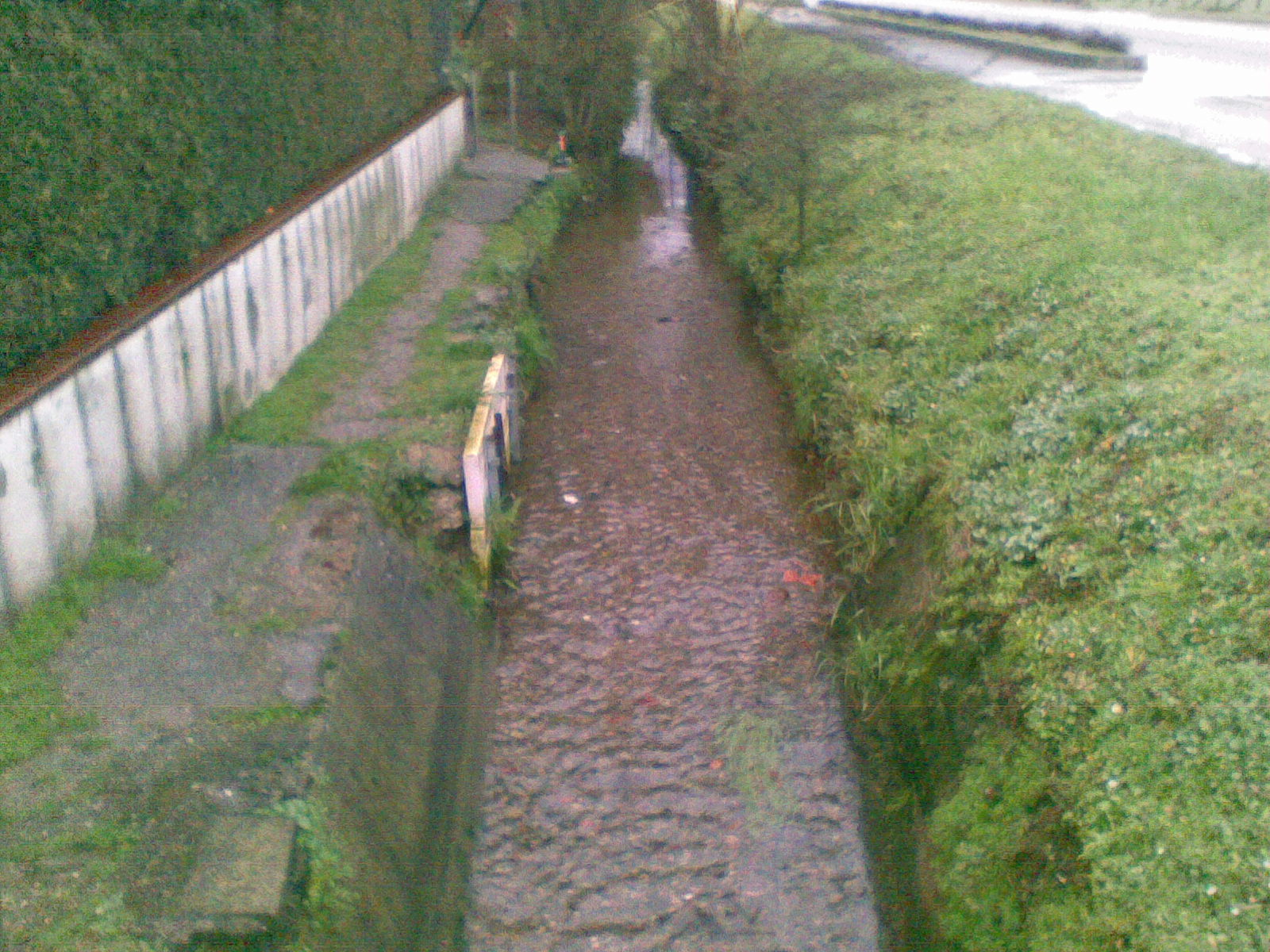
Scorcio della Fossetta Canalone.

### Territorio
Il quartiere si sviluppa su un territorio pianeggiante, profondamente urbanizzato grazie alla presenza del villaggio costruito secondo i principi dettati da padre Ottorino Marcolini. I suoi confini sono così delimitati: a nord, dall'autostrada A4; a ovest, da via Labirinto; a sud, dalla campagna che lo divide dal quartiere delle Fornaci; a est, dalla campagna che lo divide da quello di Folzano, in parte delimitato dal tracciato della seriola Fossetta Canalone.
La zona urbanizzata si presenta a pianta ortogonale: le strade orientate nord-sud sono denominate traverse e hanno numerazione pari, mentre quelle orientate est-ovest sono chiamate vie e hanno numerazione dispari.

### Idrografia
Il ramo Garzetta delle Fornaci del Garza affianca il quartiere a occidente, mentre il ramo di Verziano del Vaso Fiume Inferiore, proveniente da ovest, scavalca il Garzetta nei pressi dell'incrocio fra via Labirinto e via Noce e poi bagna la campagna a sud del quartiere, in direzione di Verziano e Flero. La campagna a est è solcata da varie ramificazioni della seriola Fossetta Canalone e del Vaso Codignola.

## Origine del nome
Il toponimo deriva da «Cooperativa Serena», coop edilizia fondata da padre Marcolini nel 1961 per costruire un complesso urbanistico a sud dell'autostrada A4 nei pressi di via Labirinto e via Flero.

## Storia
Prima della costruzione del villaggio Marcolini, l'area occupata dal quartiere era prevalentemente rurale, caratterizzata dai fondi delle cascine di Villa Rosa e Levata. La località Le Case, posta all'incrocio fra via Labirinto e via Noce, era l'unico altro insediamento abitativo. Fino al 1880, l'area appartenne al comune di San Nazzaro Mella che poi fu accorpato a Brescia proprio in quell'anno.
I lavori di costruzione del villaggio iniziarono nel 1961 e già l'anno seguente il quartiere ospitava seicento famiglie. L'inaugurazione del primo insediamento avvenne nel 1963, mentre altri lotti arrivarono nel 1975 e nel 1978. Inizialmente gli insediamenti furono distinti in Sereno I e Sereno II, secondo l'ordine di costruzione: il primo si formò attorno alla chiesa parrocchiale di san Filippo Neri, mentre il secondo attorno a quella di san Giulio Prete, in onore di Giulio Bevilacqua. Inizialmente i collegamenti con la città erano scarsi: gli abitanti si dovettero recare fino a via Labirinto per prendere il Leoncino della linea 11 dell'ASM Brescia, poi nel 1967 fu fatta la deviazione a servizio del quartiere.
Nel luglio 1972, il consiglio comunale votò la costituzione dei consigli di quartiere tra cui quello del "Villaggio Sereno" le cui elezioni si tennero il 23 giugno 1973. Tre anni dopo, la giunta Trebeschi recepì la legge 278/1976 e istituì le nuove circoscrizioni: il quartiere fu aggregato alla Quinta circoscrizione, assieme ai quartieri delle Fornaci e di Chiesanuova.
Nel 2007, la giunta Corsini riformò la suddivisione circoscrizionale e le ridusse a cinque: i tre quartieri della Quinta circoscrizione furono assorbiti nella nuova Circoscrizione Sud.
Sei anni dopo, seguito dell'abolizione delle circoscrizioni per i nuovi limiti imposti dalla legge 191/2009, la Giunta Del Bono decise di ricostituire gli organi consultivi di rappresentanza dei quartieri. Le prime elezioni dei consigli di quartiere si tennero in tutta la città il 14 ottobre.

## Monumenti e luoghi d'interesse

La chiesa parrocchiale di san Filippo Neri

### Architetture religiose
- Chiesa di san Filippo Neri: fu progettata dall'ingegner Pierluigi Buizza. Fu inaugurata il 25 ottobre 1964, ma fu benedetta soltanto il 29 ottobre 1976. Il complesso parrocchiale è affiancato dall'oratorio, con annesse strutture sportive, la canonica e il cinema "Sereno"[5].
- Chiesa di san Giulio Prete: progettata dall'ingegner Mario Moretti e dall'architetto Pino Arrivabene. Fu inaugurata il 28 giugno 1969. Si tratta di una struttura ad unica Navata con facciata dotata di una grande vetrata che, come le altre presenti all'interno, è opera di Oscar Di Prata. Dalla vicina chiesa di san Faustinino sono stati reimpiegato il crocifisso del Cinquecento posto nel presbiterio, un bassorilievo raffigurante la Madonna in trono con due sante, sempre del Cinquecento, e il fonte battesimale del 1940[5].

### Architetture civili
- Villa di Rosa: la costruzione originale risale all'Settecento e si contraddistingue da un disegno architettonico simile a quello delle ville venete, con facciata signorile e una galleria pedonale che cinge il pianterreno della villa[8].

### Altro
- Monumento a padre Marcolini, fondatore delle cooperative che costruirono i villaggi secondo le sue impostazioni, innalzato negli anni Ottanta[8].

## Società

### Religione
Nell'area del quartiere sono operative due parrocchie di religione cattolica, appartenenti alla Diocesi di Brescia: quella di san Filippo Neri e quella dedicata a Giulio Prete.

### Istituzioni, enti e associazioni
- Cooperativa "La Mongolfiera": Onlus fondata nel 1985 che offre servizi a favore delle persone in situazione di handicap e delle loro famiglie[15];
- Centro musicale "Claudio e Mario Terroni"[16].

## Infrastrutture e trasporti
Il Villaggio Sereno è servito da due autolinee: la 10 (Concesio-Poncarale) e la 17 (Ospedale-Castel Mella).
Tra il 1914 e il 1948, la località "Le Case" fu servita dall'omonima fermata del tram Brescia-Poncarale.

## Amministrazione
Le ultime elezioni del Consiglio di quartiere si tennero il 14 aprile 2024 e furono eletti sette consiglieri. Il consiglio elesse a presidente il consigliere Massimiliano Rizzo.